# 白鹿城の戦い
白鹿城の戦い（しらがじょうのたたかい）とは、永禄6年8月（1563年8月）から永禄6年10月（1563年11月）にかけて毛利軍と尼子軍との間で起こった攻城戦である。戦いの場所が白鹿城（現在の島根県松江市法吉町）で行われたことから、白鹿城の戦いと呼ばれる。

## 合戦までの経緯

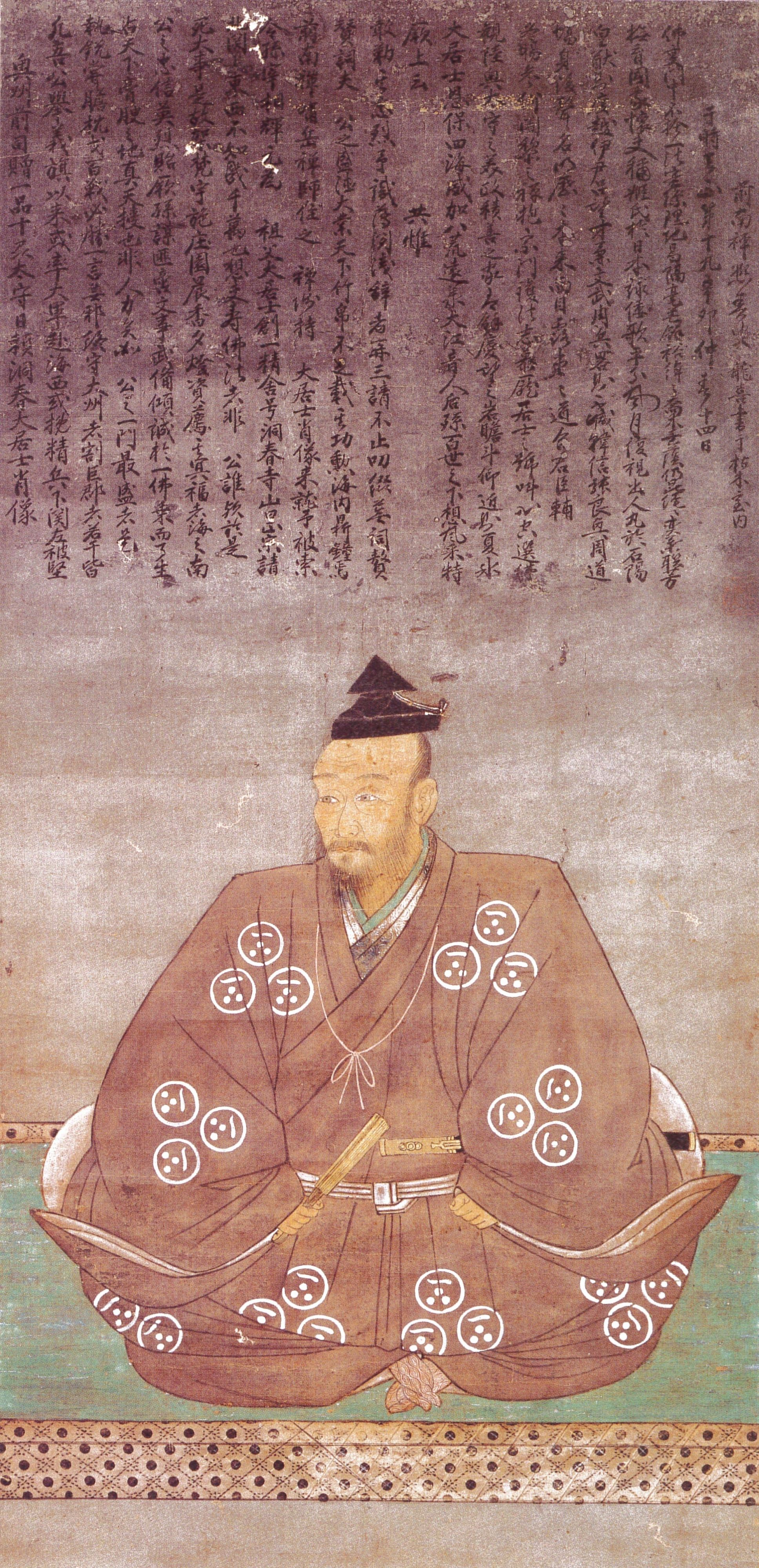
毛利元就。安芸国の吉田郡山城に生まれる。大内・尼子氏を滅ぼし、中国地方随一の戦国大名となった。

16世紀の前半から中盤（1500年～1550年）にかけて、中国地方は大内氏と尼子氏の対立を中心に各地で争いが行われてきた。しかし、天文20年8月（1551年9月）、大内氏の重臣・陶隆房（陶晴賢）がクーデターを起し、主君である大内義隆を殺害する事件（大寧寺の変）を契機として中国地方の勢力構図は大きく変わっていく。
この事件を契機として頭角を現してきたのは、安芸国を拠点に活動する戦国大名・毛利氏であった。毛利氏の当主・毛利元就は、天文24年10月1日（1555年10月16日）に陶晴賢を厳島の戦いで破ると、弘治3年4月（1557年5月）には大内氏を滅ぼし、防長2国（周防国と長門国）を新たに支配した（防長経略）。そして、永禄2年（1559年）には備中国へ兵を進め、尼子方の国人・庄氏を屈服させると、同国の有力国人・三村氏らと手を組むことによって備中一国を平定する。永禄5年6月（1562年7月）には、尼子氏の石見国の拠点・山吹城を攻略して石見銀山を掌握し、石見国も支配下におさめた。
一方の尼子氏は、大寧寺の変以降に石見方面へ勢力を伸ばし（忍原崩れ。）、石見銀山の掌握と経済基盤の拡大を図った。しかし、永禄3年12月24日（1561年1月9日）に当主であった尼子晴久が急死し、その跡を嫡男・尼子義久が継ぐと、外交政策の失敗等もあり尼子氏の勢力は弱体化していった。義久が継いで2年と経たない永禄5年（1562年）中頃には、尼子氏の支配する領域は、拠点である出雲国と隠岐国、西伯耆の一部を残すのみとなった。

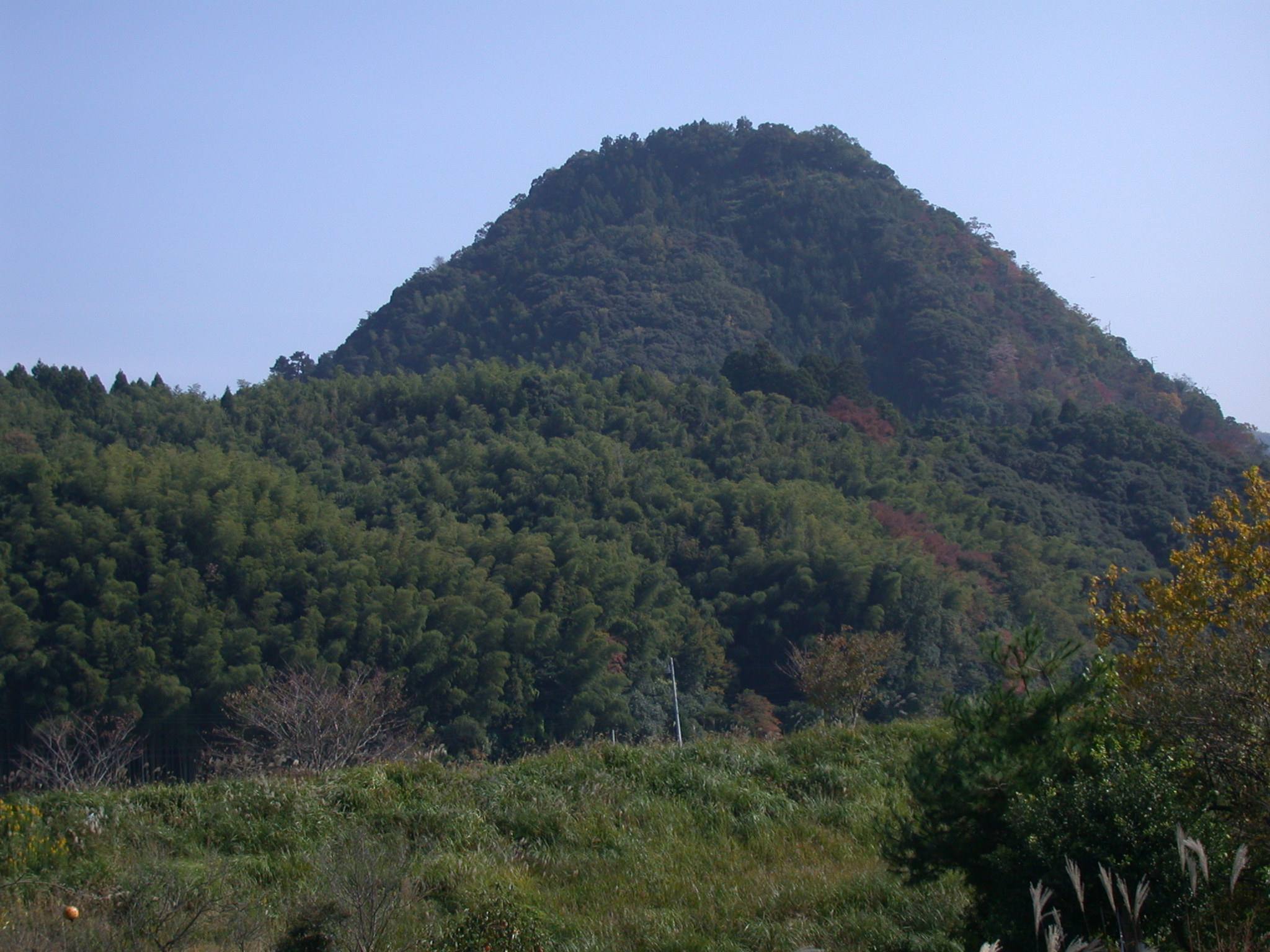
戦国大名・尼子氏が居城とした月山富田城。

永禄5年7月3日（1562年8月2日）、毛利元就は尼子氏を滅ぼすため出雲へ進軍する。元就に率いられた毛利軍は出雲へ入国すると、尼子方の有力国人らを次々と服従させつつ陣を進めていき、永禄5年12月（1563年1月）には島根半島の荒隈（洗合）へ本陣を構え、尼子氏の居城・月山富田城攻めを開始する。
元就がまず取った作戦は、月山富田城の補給路を絶つことであった。元就が陣を敷いたこの洗合の地は、月山富田城から北西に向かって約25km離れた島根半島のほぼ中央に位置し、宍道湖に突き出た岬にあって周囲の見通しが良い上、湖水の監視にも長けていた。そのため、尼子氏を攻略するのに長期にわたって陣地を構えるには都合の良い場所であった。
明けて永禄6年8月（1563年8月）、尼子氏攻略を進める元就のもとに1通の訃報がもたらされた。元就の長男であり毛利家の当主であった毛利隆元が、永禄6年8月4日（1563年8月22日）に安芸国の佐々部（現在の広島県安芸高田市高宮町）で急死したのである。
この事実は元就にとって、また毛利軍にとっても大きな痛手であった。特に今年66歳の老境に差しかかり、また隆元の嫡男・毛利輝元が10歳の幼年でしかない元就にとっては大いに落胆すべきものであった。しかしながら元就は、それでも白鹿城を攻略するため大軍を率い進軍する。

## 白鹿城の戦い
元就が攻撃目標に定めたこの白鹿城は、元就が本陣を敷いた洗合の地から北へ約4km離れた先に位置し、日本海に面した島根半島と月山富田城を結ぶ要衝であった。尼子氏の居城・月山富田城を守る主要な城・尼子十旗の第1とされ、日本海方面からの補給路を確保する上でも重要な拠点であった。
元就は白鹿城へ進軍すると、まず城を包囲して白鹿城の補給路を断つ作戦に出る。そして永禄6年8月13日（1563年8月31日）、毛利軍は白鹿城へ総攻撃を開始する。この戦いは元就にとって隆元への弔い合戦でもあった。
最初の戦いは、毛利軍の将・出羽中務少輔の抜け駆けによって始まった。中務少輔が兵300を率いて城へ攻め寄せると、城内から尼子軍の将・久村久左衛門、山尾刑部、村井兵庫介らが兵1,000を率いて迎撃に向かい城下で合戦となる。
この戦いは尼子軍が優勢であった。毛利軍は多数の兵を討たれ約1町（約100m）ばかり敗退し、さらに救援に駆けつけた熊谷隆直らの部隊も撃ち破られ、中務少輔、隆直の9人の子供を含む多数の将兵を討ち取られた。
劣勢に立たされた毛利軍は、さらなる援軍として吉川元春に兵を率いさせ救援に向かわせる。それに対し尼子軍は、城主・松田誠保、牛尾久信（牛尾久清）が共に兵を率いて出撃し、すでに城下で戦っている尼子軍に合流することで対抗した。
この救援軍の参戦により戦いの優越は互角となったが、さらに毛利軍が杉原盛重に兵500を与え救援に向かわせたため、兵の数で劣勢になった尼子軍は情勢不利と判断して城内（本丸）へ退却した。
これにより戦いの趨勢は決し、毛利軍は同日で小白鹿などの白鹿城の外郭（出丸）全てを攻略する。白鹿城は本丸を残すのみとなり落城するのも時間の問題と思われたが、その後は毛利軍も決定的な攻め手に欠けたため戦いは膠着状態となった。
同年9月上旬、元就は白鹿城にある程度の兵を残すと、同じく尼子十旗の1つである熊野城を攻略するため進軍する。この熊野城は、月山富田城から西へ約8km、白鹿城から南へ約12km離れたところに位置し、月山富田城と白鹿城の間で連絡を取りつつ、宍道（島根県松江市宍道町）方面の毛利軍の補給路を脅かすには絶好の位置にある要害であった。
同月10日（9月27日）、元就は熊野城の麓に着陣すると城へ総攻撃を開始する。この戦いは、城を守る熊野兵庫助（熊野久忠）、大西十兵衛（大西高由）らの奮戦によって毛利軍は敗北し、元就率いる毛利軍は白鹿城へと撤退した（熊野城の戦い）。
一方、白鹿城では毛利軍の主力が熊野城へ移動したことに伴い、毛利軍による城への包囲力は弱まっていた。これを好機と見た城内の尼子軍は、毛利軍が熊野城へ総攻撃をかけたちょうど同じ日（永禄6年9月10日）、城を包囲する毛利軍に対して攻撃を仕掛ける。
この戦いは、尼子軍が毛利軍に対して弓矢、鉄砲、礫石等を浴びせかけ多大の損害を与えるも、毛利軍がその頑強な攻撃に耐えたため、尼子軍は毛利軍の包囲を撃ち破ることはできなかった。
その後、熊野城の戦いで敗れた毛利軍が白鹿城の麓に帰陣したため、白鹿城を巡る戦いは再び膠着状態になるか、と思われた。しかしながらそれより先、8月13日の白鹿城の最初の戦いがあった後に、毛利軍は石見銀山の銀掘り衆を数百人呼び寄せ、城の麓の「らんとうの尾」より城中へ坑道を掘り進めていた。一方、城に籠もる尼子軍もこれを察知し、同じく城の「多賀丸」より坑道を掘り進め毛利軍の侵入を阻止しようとしていた。
同月11日（9月28日） 、両軍が掘り進める坑道内において、次第にお互いの坑道の物音が聞こえるようになり、そして終に互いの坑道が通じて毛利軍と尼子軍は鉢合わせとなった。これにより、ここに珍しい坑道内での合戦が開始された 。この戦いは、両軍共に激しく戦うも決着がつかず、結局、両軍は坑道内から兵を引き上げ撤収する 。その後、尼子軍が坑道内に大小の石を投げ込み坑道を閉鎖したため、再び戦いは膠着状態となった 。
こうした尼子軍と毛利軍の攻防が繰り返されるなか、尼子氏の当主・尼子義久は、毛利軍の攻撃に晒され、また兵糧の欠乏に苦しむ白鹿城を救出するため、尼子倫久らに大軍を預け救援に向かわせる。
同月21日（10月8日）、倫久率いる尼子救援軍は、月山富田城を出陣し白鹿城の麓まで軍を進めると、尼子軍来襲に備えここに陣を敷く毛利軍と対陣する。同月23日（10月10日） 、尼子軍は毛利軍と戦い敗れる（白鹿城の麓合戦） 。敗れた尼子軍は月山富田城へと撤退し、白鹿城の救援は失敗に終わった。
これにより白鹿城の趨勢はほぼ決定することとなり、同年10月13日（10月29日）には毛利軍による白鹿城への攻撃が再び開始された。この戦いは、尼子軍の奮戦によって落城とまでは至らなかったものの、毛利軍によって城の小高丸まで攻め込まれ、落城するのも時間の問題となった。
同月中旬ごろ（11月上旬ごろ）、毛利軍による約3ヶ月にわたる包囲を受け城内の兵糧・水が欠乏し、また軍の救援も絶望的となったことから、ついに白鹿城に籠もる尼子軍は城を明け渡して毛利軍に降伏する。
降伏後、城主・松田誠保は隠岐へ逃亡し、同じく城に籠もっていた牛尾久清は許され月山富田城へと移送された 。城の二の城戸を守備していた普門西堂は松田一族らと共に城内で自決し 、その外の将兵らは許され追放された 。

## 合戦後の影響
尼子十旗の第1とされる白鹿城が陥落したことは、尼子軍にとって大きな痛手となった。これにより尼子軍は日本海から島根半島を結ぶ補給路を絶たれることになる。
その後、尼子軍は中海方面の補給路を確保しようと伯耆国内で毛利軍と激しい戦いを繰り広げていった（弓浜合戦）。しかしながら伯耆方面でも毛利軍が優位に戦いを進め、永禄8年初頭頃（1565年2月頃）には伯耆一円が毛利軍によって支配された。
こうして毛利軍によって周りを囲まれ兵糧補給の道を絶たれたため、尼子氏の居城・月山富田城は完全に孤立するに至った。そして永禄8年4月（1565年5月）には、ついに毛利軍による月山富田城攻めが開始された（第二次月山富田城の戦い）。

## 補説・逸話
- 白鹿城の二の城戸を守っていたのは、常福寺普門西堂という僧兵であった。普門西堂は城主・松田誠保の末弟であり、その城戸を守護する近辺住民ともども血気剛勇の士と知られていた。特に近辺の住民は、大内義興在命中の時代、藤沢の清浄光寺の一遍他阿上人が大社参拝のためこの近辺を通りかかったとき、4～5百人寄り集まって「大内と尼子は長年敵対関係にある間柄だ。どうして義興の御教書で功を立てる遊行坊主を通す必要があろうか」と、他阿上人一行にさんざんに矢を射掛けたことがあった。これにまいった他阿上人は「今後、この近辺には決して立ち入らない」としきりに謝罪し、以後、島根半島の島根、秋鹿、楯縫、出雲、神門には立ち入らず、白潟（現在の松江市白潟本町付近）から南下して宍道、三刀屋、掛合、由来（現在の飯南町頓原付近）、赤穴に抜ける道を通った[22]。

- 白鹿城は毛利軍によって糧道を断たれ、また毛利軍の銀掘衆が山（城）を掘り進めて井戸の水脈を絶ったため城内の水は枯渇していた。しかしながら尼子軍は毛利軍にそのことを察知されないよう、毎朝小高い場所に馬を引き出し、白米に灰を混ぜて柄杓で馬に振りかけた。そのため毛利軍は「このように馬の湯洗いをするのなら城内の水も枯れていないだろう」と思いだまされてしまった[22]。

- 開戦に当たり、毛利軍の出羽中務少輔は300騎あまりを率いて白鹿城の切岸まで進むと、次の短歌をしたため、城の二の廓へ向かって矢文を放った。

これを受けた城主の松田誠保は、神田弥左衛門に返歌をしたためさせると、十三束三伏の大矢に結びつけ、佐貫大炊介に三人張りの弓を使わせて射返した。
射返した矢文は、勢い余って中務少輔の陣を超えて熊谷兵庫介の陣まで届き、兵庫介の若党の鎧の袖に刺さったため、兵庫介がその矢文を受け取って内容を確認した。
読んだ兵庫介は「毛利隆元公の急死を知って『枝葉も落ちて』と読める。毛利は木枯らしとなる中に、松田は雪後に色を増すという憎き返歌だと」と怒り、城攻めを開始した。
- 尼子軍に若林伯耆守の孫で若林宗八郎諸正、若林宗五郎諸行という兄弟がいた[注釈 15]。兄は17歳[注釈 16]、弟は15歳、どちらも顔立ちが美しく武勇にも優れていた。毛利軍が白鹿城へ攻撃を開始したとき、2人は最前線で戦うも戦功を挙げることができずにいた[注釈 17]。戦況が不利となり帰城しようとしたところ、城の櫓の上にはその兄弟の母親が立っていた。「なぜ武功を1つも挙げずに帰ろうとするのか。その方らの祖父・伯耆守は鬼神のように恐れられた武人であったのに、その孫が敵の首1つも取らずに、また鎧武器に血も付けずに帰るとは勇も孝もあったものではない。その行いは父や祖父にはるかに劣るものである。もし不孝を改めたいと思うなら、今一度敵と当たって高名を挙げてきなさい」。母親の叱責に恥じた兄弟は、2・3百人ばかりの毛利軍へ2人で突撃し、奮戦するも共に討死した。この話を聞いた人や見た人は「武士の家に生まれた母子の勇士はこう然るべし」と言って涙を流さない者はいなかった[21]。また祖父・伯耆守が「鬼若林」と呼ばれていたので、比類なき武勇としてその2人を「孫鬼」と呼び称えた[22] 。

- 永禄6年8月19日（1563年9月6日）、白鹿城に籠もる尼子軍の日野甚太夫孝貞は、城内から1人進み出ると「敵方に誰か鉄砲の名人はいないか。試しに自ら具足をこしらえてみた。誰かこの鎧に鉄砲の弾を当てることができる者はいないか」と言って毛利軍を挑発した。毛利軍の将兵は「数万の寄手の中でもし外したら恥だ」と思い誰も名乗り出なかったが、少しして備後勢の中かから誰とは言わないが1人進み出ると、3尺7・8寸（114cm～117cm）ばかりの鉄砲を孝貞に向け、つっと立った。これを見て孝貞はカラカラと笑い「宛先はど真ん中ぞ」と言って胸板をほとほとと叩き撃たれるのを待った。距離は1町（約100m）ばかりあったため、玉は孝貞の上を通り後ろの防牌（矢盾）の板に当たった。孝貞はカラカラと笑い「引き金を引くときに強く手を押さえて引いたため銃口が上向いた。今少し下げて放て」と言ったが、撃った男はそれを本当とは思わず、さらに少し上げて再び撃った。そのため、玉は先ほどより更に一尺（約30cm）ばかり孝貞の上を越えていった。これに怒った孝貞は「人の志を虚しくする人物である。某の胸板を射るのでなくこれを射てみよ」と言って草摺を持上げて尻を出すと、尻を叩いて城内へ帰っていった。これには敵も味方も大いに嘲り、備後勢も「那須与一が扇を射た時とはかくも違うものよ」と言って声を上げて笑った[21]。

- この白鹿城の戦いの軍忠状が現代まで残っており、これによると戦いの主体が銃撃戦になっていることが分かる[31]。特に10月10日、11日の戦闘では、吉川軍の戦死者5名を除く戦傷の原因は、鉄砲傷が73%を占め、矢傷13%、礫傷11%、切り傷2%を大きく上回っている[45][46]。

- 毛利軍は白鹿城を攻める際、石州銀山の塩屋豊前守に命じて数百人の銀堀衆をそろえさせ、城内へ向かって坑道を掘り進めていた。対して城内の尼子軍もそれを察知し、対抗して城中から坑道を掘り進め毛利軍の侵入を阻止しようとした。永禄6年9月11日（1563年9月28日）、毛利軍の穴掘衆、山県四郎右衛門、朝枝市允、佐伯太郎右衛門、小谷新允らが穴を掘り進めるなか、なにやら物音が聞こえるかと思うや否や、土がドカッと崩れ同じく穴を掘っていた尼子軍と鉢合わせとなった。尼子軍より久村久左衛門、大道作介、乃木五郎兵衛らが槍をもって突きかかると、対する毛利軍は吉川彦次郎、小谷源五郎、三須孫兵衛、山県宗右衛門らが進み出て戦った。しかしながら穴の中は狭く戦いにくかったため、やがて両軍は撤退し、そのうち尼子軍は掘った穴に大石・小石を投げ入れて塞いでしまった[21]。

- また、尼子軍と毛利軍の坑道内の戦いは別の場所でも行われていた。そこでは両軍10名による一騎討ちの戦いが行われた[21][34]。しかしながら、結局この戦いも決着には至らずに両軍は撤退する。そしてこれも尼子軍が大石・小石を投げ入れて穴を塞いでしまい、それ以降、毛利軍と尼子軍が坑道内で戦うことはなかった[21]。

| 番号 | 毛利軍                   | 尼子軍               | 勝負の結果             |
| ---- | ------------------------ | -------------------- | ---------------------- |
| 1番  | 安芸の福間彦右衛門元明   | 身白大蔵             | 元明が大蔵を討ち取る   |
| 2番  | 備後の粟屋彦右衛門就光   | 松田大炊介           | 決着つかず             |
| 3番  | 備後の粟屋弥四郎元綱     | 伯州の山尾刑部丞     | 決着つかず             |
| 4番  | 安芸の児玉四郎右衛門就政 | 隠岐の森川平         | 決着つかず             |
| 5番  | 安芸の井上雅楽允         | 出雲の湯原小次郎     | 決着つかず             |
| 6番  | 安芸の波多野源兵衛       | 不明                 | 源兵衛が討ち取る       |
| 7番  | 安芸の三戸小三郎         | 雲州の村井兵庫介助盛 | 小三郎が傷を負って引く |
| 8番  | 安芸の井上豊後守         | 石州の原佐助信綱     | 両者手負いとなり引く   |
| 9番  | 安芸の赤川木工允         | 雲州の小野木三郎     | 三郎が膝を突かれて引く |
| 10番 | 備後の粟屋新三郎         | 雲州の山口平次       | 新三郎が平次を討ち取る |

## 参戦武将

### 毛利軍
吉田勢
- 毛利元就

- 桂上総介【※1】
- 門田宮内少輔【※1】
- 児玉元良【※1】
- 坂新五左衛門【※1】

- 井上雅楽允【※1】
- 波多野源兵衛【※1】
- 三戸小三郎【※1】
- 井上豊後守【※1】

- 福間元明【※1】
- 粟屋就光【※1】
- 粟屋弥四郎【※1】
- 児玉四郎右衛門【※1】

- 赤川木工允【※1】
- 粟屋新三郎【※1】

吉川勢
- 吉川元春

- 二宮右京亮【※1】
- 井下新兵衛【※1】
- 松浦宗十郎【※1】
- 小河内減兵衛【※1】

- 細迫源右衛門【※1】
- 長和与五郎【※1】
- 山県四郎右衛門【※1】
- 朝枝市允【※1】

- 佐伯太郎右衛門【※1】
- 小谷新允【※1】
- 吉川彦次郎【※1】
- 小谷源五郎【※1】

- 三須孫兵衛【※1】
- 山県宗右衛門【※1】

熊谷勢
- 熊谷兵庫介隆直

- 末田源次郎【討死】【※1】

- 末田勘解由【※1】

- 岸添大隅守【※1】

出羽勢
- 出羽中務少輔

- 東木匸助【討死】【※1】

- 東木小四郎【討死】【※1】

- 田上兵部丞【討死】【※1】

- 東越前守【※1】

杉原勢
- 杉原盛重
- 高橋右馬允【※1】

その他勢不明
- 小早川隆景

- 備後勢【※1】
- 平佐就之

- 二宮就辰
- 桜井就綱

- 村上余次郎
- 小川右衛門兵衛尉

- 石見銀山の塩屋豊前守【※1】

### 尼子軍
松田勢
- 松田誠保
- 松田大炊助【※1】

牛尾勢
- 牛尾久清

- 飛石宗次郎【討死】

- 恩田佐吉【討死】

- 和田平八【討死】

門徒・百姓勢
- 常福寺普門西堂【自害】【※2】

- 森田左衛門好澄【※2】

- 神田弥右衛門【※2】

- 佐貫大介【※2】

その他勢不明
- 久村久左衛門
- 若林宗八郎【討死】
- 森川某【※1】
- 山口平次【討死】【※1】

- 山尾刑部
- 若林宗五郎【討死】
- 湯原小次郎【※1】

- 村井兵庫介
- 大道作介【※1】
- 原佐助【※1】

- 日野甚太夫孝貞【※1】
- 乃木五郎兵衛【※1】
- 小野木三郎【※1】

【※1】陰徳太平記のみ記載
【※2】雲陽軍実記のみ記載